# MTV Movie & TV Awards 2017
MTV Movie & TV Awards 2017 — 26-я церемония вручения кинонаград канала MTV за 2016 год состоялась 7 мая 2017 года в Shrine Auditorium (Лос-Анджелес, Калифорния). Номинанты были объявлены 6 апреля 2017 года. В этом году к кинофильмам были добавлены телесериалы и ТВ-шоу и премия сменила название с MTV Movie Awards на MTV Movie & TV Awards.
Ведущими церемонии выступил актёр Адам Дивайн.

## Список лауреатов и номинантов
• Победители указаны первыми и выделены отдельным цветом. 
| Категории                                                     | Лауреаты и номинанты                                                        |
| ------------------------------------------------------------- | --------------------------------------------------------------------------- |
| Фильм года (Movie of the Year)                                | • Красавица и чудовище / Beauty and the Beast                               |
| Фильм года (Movie of the Year)                                | • Прочь / Get Out                                                           |
| Фильм года (Movie of the Year)                                | • Логан / Logan                                                             |
| Фильм года (Movie of the Year)                                | • Изгой-один. Звёздные войны: Истории / Rogue One: A Star Wars Story        |
| Фильм года (Movie of the Year)                                | • Почти семнадцать / The Edge of Seventeen                                  |
| ТВ-шоу года (Show of the Year)                                | • Очень странные дела / Stranger Things                                     |
| ТВ-шоу года (Show of the Year)                                | • Атланта / Atlanta                                                         |
| ТВ-шоу года (Show of the Year)                                | • Игра престолов / Game of Thrones                                          |
| ТВ-шоу года (Show of the Year)                                | • Белая ворона / Insecure                                                   |
| ТВ-шоу года (Show of the Year)                                | • Милые обманщицы / Pretty Little Liars                                     |
| ТВ-шоу года (Show of the Year)                                | • Это мы / This Is Us                                                       |
| Лучшая американская история (Best American Story)             | • Черноватый / Black-ish                                                    |
| Лучшая американская история (Best American Story)             | • С корабля (Трудности ассимиляции) / Fresh Off the Boat                    |
| Лучшая американская история (Best American Story)             | • Девственница Джейн / Jane the Virgin                                      |
| Лучшая американская история (Best American Story)             | • Лунный свет / Moonlight                                                   |
| Лучшая американская история (Best American Story)             | • Очевидное / Transparent                                                   |
| Лучшее телевизионное состязание (Best Reality Competition)    | • Королевские гонки Ру Пола / RuPaul’s Drag Race                            |
| Лучшее телевизионное состязание (Best Reality Competition)    | • В Америке есть таланты / America’s Got Talent                             |
| Лучшее телевизионное состязание (Best Reality Competition)    | • Лучший повар Америки: Дети / MasterChef Junior                            |
| Лучшее телевизионное состязание (Best Reality Competition)    | • Холостяк / The Bachelor                                                   |
| Лучшее телевизионное состязание (Best Reality Competition)    | • Голос Америки / The Voice                                                 |
| Документальный фильм (Best Documentary)                       | • Тринадцатая / 13th                                                        |
| Документальный фильм (Best Documentary)                       | • Я вам не негр / I Am Not Your Negro                                       |
| Документальный фильм (Best Documentary)                       | • О. Джей: Сделано в Америке / O.J.: Made in America                        |
| Документальный фильм (Best Documentary)                       | • Это для меня всё: Gigi Gorgeous / This Is Everything: Gigi Gorgeous       |
| Документальный фильм (Best Documentary)                       | • Время: История Калифа Браудера / Time: The Kalief Browder Story           |
| Лучший актёр или актриса в кинофильме (Best Actor in a Movie) | • Эмма Уотсон — «Красавица и чудовище»                                      |
| Лучший актёр или актриса в кинофильме (Best Actor in a Movie) | • Дэниэл Калуя — «Прочь»                                                    |
| Лучший актёр или актриса в кинофильме (Best Actor in a Movie) | • Хейли Стейнфелд — «Почти семнадцать»                                      |
| Лучший актёр или актриса в кинофильме (Best Actor in a Movie) | • Хью Джекман — «Логан»                                                     |
| Лучший актёр или актриса в кинофильме (Best Actor in a Movie) | • Джеймс Макэвой — «Сплит»                                                  |
| Лучший актёр или актриса в кинофильме (Best Actor in a Movie) | • Тараджи П. Хенсон — «Скрытые фигуры»                                      |
| Лучший актёр или актриса на ТВ (Best Actor in a Show)         | • Милли Бобби Браун — «Очень странные дела»                                 |
| Лучший актёр или актриса на ТВ (Best Actor in a Show)         | • Дональд Гловер — «Атланта»                                                |
| Лучший актёр или актриса на ТВ (Best Actor in a Show)         | • Эмилия Кларк — «Игра престолов»                                           |
| Лучший актёр или актриса на ТВ (Best Actor in a Show)         | • Джина Родригес — «Девственница Джейн»                                     |
| Лучший актёр или актриса на ТВ (Best Actor in a Show)         | • Джеффри Дин Морган — «Ходячие мертвецы»                                   |
| Лучший актёр или актриса на ТВ (Best Actor in a Show)         | • Мэнди Мур — «Это мы»                                                      |
| Лучшая комедийная роль (Best Comedic Performance)             | • Лил Рел Хаури — «Прочь»                                                   |
| Лучшая комедийная роль (Best Comedic Performance)             | • Адам Дивайн — «Трудоголики»                                               |
| Лучшая комедийная роль (Best Comedic Performance)             | • Илана Глейзер и Эбби Джейкобсон — «Брод-Сити»                             |
| Лучшая комедийная роль (Best Comedic Performance)             | • Сет Макфарлейн — «Гриффины»                                               |
| Лучшая комедийная роль (Best Comedic Performance)             | • Уилл Арнетт — «Лего Фильм: Бэтмен»                                        |
| Лучшая комедийная роль (Best Comedic Performance)             | • Сет Роген — «Полный расколбас»                                            |
| Лучший ведущий (Best Host)                                    | • Тревор Ной — «Ежедневное шоу»                                             |
| Лучший ведущий (Best Host)                                    | • Эллен Дедженерес — «Эллен: Шоу Эллен Дедженерес» (англ.)                  |
| Лучший ведущий (Best Host)                                    | • Джон Оливер — «События прошедшей недели с Джоном Оливером» (англ.)        |
| Лучший ведущий (Best Host)                                    | • Ру Пол — «Королевские гонки Ру Пола» (англ.)                              |
| Лучший ведущий (Best Host)                                    | • Саманта Би — «Full Frontal with Samantha Bee»                             |
| Лучший герой (Best Hero)                                      | • Тараджи П. Хенсон — «Скрытые фигуры»                                      |
| Лучший герой (Best Hero)                                      | • Фелисити Джонс — «Изгой-один. Звёздные войны: Истории»                    |
| Лучший герой (Best Hero)                                      | • Грант Гастин — «Флэш»                                                     |
| Лучший герой (Best Hero)                                      | • Майк Колтер — «Люк Кейдж»                                                 |
| Лучший герой (Best Hero)                                      | • Милли Бобби Браун — «Очень странные дела»                                 |
| Лучший герой (Best Hero)                                      | • Стивен Амелл — «Стрела»                                                   |
| Лучший злодей (Best Villain)                                  | • Джеффри Дин Морган — «Ходячие мертвецы»                                   |
| Лучший злодей (Best Villain)                                  | • Эллисон Уильямс — «Прочь»                                                 |
| Лучший злодей (Best Villain)                                  | • Демогоргон — «Очень странные дела»                                        |
| Лучший злодей (Best Villain)                                  | • Джаред Лето — «Отряд самоубийц»                                           |
| Лучший злодей (Best Villain)                                  | • Уэс Бентли — «Американская история ужасов: Роанок»                        |
| Лучший поцелуй (Best Kiss)                                    | • Эштон Сандерс и Джаррел Джером — «Лунный свет»                            |
| Лучший поцелуй (Best Kiss)                                    | • Эмма Стоун и Райан Гослинг — «Ла-Ла Ленд»                                 |
| Лучший поцелуй (Best Kiss)                                    | • Эмма Уотсон и Дэн Стивенс — «Красавица и чудовище»                        |
| Лучший поцелуй (Best Kiss)                                    | • Тараджи П. Хенсон и Терренс Ховард — «Империя»                            |
| Лучший поцелуй (Best Kiss)                                    | • Зак Эфрон и Анна Кендрик — «Свадебный угар»                               |
| Лучшая душещипательная сцена (Tearjerker)                     | • «Это мы» — Джек и Рэндалл на каратэ                                       |
| Лучшая душещипательная сцена (Tearjerker)                     | • «Игра престолов» — смерть Ходора                                          |
| Лучшая душещипательная сцена (Tearjerker)                     | • «Анатомия страсти» — Мередит рассказывает своим детям о смерти Дерека     |
| Лучшая душещипательная сцена (Tearjerker)                     | • «До встречи с тобой» — Уилл говорит Луизе, что он не может остаться с ней |
| Лучшая душещипательная сцена (Tearjerker)                     | • «Лунный свет» — Паула говорит Хирону, что любит его                       |
| Лучший дуэт (Best Duo)                                        | • Хью Джекман и Дафни Кин — «Логан»                                         |
| Лучший дуэт (Best Duo)                                        | • Адам Левин и Блейк Шелтон — «Голос Америки»                               |
| Лучший дуэт (Best Duo)                                        | • Дэниэл Калуя и Лил Рел Хаури — «Прочь»                                    |
| Лучший дуэт (Best Duo)                                        | • Брайан Тайри Генри и Лейкит Стэнфилд — «Атланта»                          |
| Лучший дуэт (Best Duo)                                        | • Джош Гэд и Люк Эванc — «Красавица и чудовище»                             |
| Лучший дуэт (Best Duo)                                        | • Марта Стюарт и Snoop Dogg — «Martha & Snoop’s Potluck Dinner Party»       |
| Лучшая борьба с системой (Best Fight Against the System)      | • «Скрытые фигуры»                                                          |
| Лучшая борьба с системой (Best Fight Against the System)      | • «Прочь»                                                                   |
| Лучшая борьба с системой (Best Fight Against the System)      | • «Лавинг»                                                                  |
| Лучшая борьба с системой (Best Fight Against the System)      | • «Люк Кейдж»                                                               |
| Лучшая борьба с системой (Best Fight Against the System)      | • «Мистер Робот»                                                            |
| Следующее поколение (Next Generation)                         | • Дэниэл Калуя                                                              |
| Следующее поколение (Next Generation)                         | • Крисси Метц                                                               |
| Следующее поколение (Next Generation)                         | • Исса Рэй                                                                  |
| Следующее поколение (Next Generation)                         | • Риз Ахмед                                                                 |
| Следующее поколение (Next Generation)                         | • Яра Шахиди                                                                |

### MTV Generation Award
Серия фильмов «Форсаж»